# Nati nel 1949/Gennaio
| Questa pagina contiene informazioni ricavate automaticamente dalle voci biografiche con l'ausilio del template Bio e di un bot. L'aggiornamento è periodico e automatico e ricostruisce completamente la pagina. Se manca una persona in questa lista, sei pregato di non aggiungerla, ma accertati piuttosto che la sua voce biografica contenga il template Bio e che i dati anagrafici siano correttamente compilati. Se il template Bio manca, inseriscilo tu stesso o, in alternativa, metti l'avviso {{tmp\|Bio}} che ne segnala la mancanza. Se i dati riportati sono sbagliati, correggi direttamente la voce biografica; le modifiche saranno visibili in questa lista entro pochi giorni. Per chiarimenti vedi il progetto biografie. La lista contiene solo le 261 persone che sono citate nell'enciclopedia e per le quali è stato implementato correttamente il template Bio. Pagina aggiornata al 2 ago 2025. |

- 1º gennaio - Max Azria, stilista francese († 2019)
- 1º gennaio - Carlo Bertini, ex cestista italiano
- 1º gennaio - Titino Carrara, attore e regista teatrale italiano
- 1º gennaio - Sue Jones-Davies, attrice, cantante e politica gallese
- 1º gennaio - Larry Kaplan, informatico statunitense
- 1º gennaio - Mucharbij Kiržinov, ex sollevatore sovietico
- 1º gennaio - Témime Lahzami, ex calciatore tunisino
- 1º gennaio - Lolo Matalasi Moliga, politico samoano americano
- 1º gennaio - Lemanu Peleti Mauga, politico samoano americano
- 1º gennaio - Alimzhan Tokhtakhounov, imprenditore, mafioso e sportivo russo
- 1º gennaio - Tito Vázquez, allenatore di tennis e ex tennista argentino
- 1º gennaio - Joe Vescovi, tastierista italiano († 2014)
- 1º gennaio - Henry de Lesquen, funzionario e politico francese
- 2 gennaio - Nadia Cassini, attrice, showgirl e cantante statunitense († 2025)
- 2 gennaio - Christopher Durang, attore, drammaturgo e sceneggiatore statunitense († 2024)
- 2 gennaio - Astrid Fugellie, scrittrice, insegnante e conduttrice radiofonica cilena
- 2 gennaio - Iris Marion Young, filosofa e attivista statunitense († 2006)
- 2 gennaio - Philippe Lefebvre, organista francese
- 2 gennaio - Leijn Loevesijn, ex pistard olandese
- 2 gennaio - Vladimir Lutčenko, ex hockeista su ghiaccio sovietico
- 2 gennaio - Mike Newlin, ex cestista statunitense
- 2 gennaio - Nikolaj Pankin, nuotatore sovietico († 2018)
- 3 gennaio - Rafael Jaén Rodríguez, ex calciatore spagnolo
- 3 gennaio - Marc Porel, attore francese († 1983)
- 3 gennaio - Vincenzo Vinciguerra, terrorista e scrittore italiano
- 4 gennaio - Sandro Bastioli, pittore italiano
- 4 gennaio - David Bradley, ingegnere e informatico statunitense
- 4 gennaio - Tshimen Bwanga, ex calciatore della Repubblica Democratica del Congo
- 4 gennaio - Roger Kenyon, ex calciatore inglese
- 4 gennaio - Mick Mills, ex calciatore e allenatore di calcio inglese
- 4 gennaio - Francesco Nanni, ex tiratore a segno sammarinese
- 4 gennaio - Spomenka Štimec, scrittrice, traduttrice e esperantista croata
- 4 gennaio - Ben Verhagen, fumettista olandese
- 5 gennaio - Erich Buck, ex danzatore su ghiaccio tedesco
- 5 gennaio - Wilhelmenia Fernandez, attrice e soprano statunitense († 2024)
- 5 gennaio - Franco Grotto, politico italiano
- 5 gennaio - Ronald F. Maxwell, regista, produttore televisivo e sceneggiatore statunitense
- 5 gennaio - Francesco Mengozzi, dirigente d'azienda e dirigente pubblico italiano
- 5 gennaio - Vincenzo Milioto, politico italiano
- 5 gennaio - Anne-Marie Lizin, politica belga († 2015)
- 5 gennaio - Zhang Ruimin, imprenditore cinese
- 6 gennaio - Rudolf van den Berg, regista olandese († 2025)
- 6 gennaio - Mike Boit, ex mezzofondista keniota
- 6 gennaio - Jirō Chiba, attore giapponese
- 6 gennaio - Joan Hess, scrittrice statunitense († 2017)
- 6 gennaio - Jim Lemon, ex calciatore nordirlandese
- 6 gennaio - Giovanni Manetti, semiologo italiano
- 6 gennaio - Diego Pupo, allenatore di calcio e ex calciatore italiano
- 6 gennaio - Salvatore Rossi, economista, banchiere e dirigente d'azienda italiano
- 6 gennaio - Stefan Soltész, direttore d'orchestra austriaco († 2022)
- 6 gennaio - Carolyn D. Wright, poetessa statunitense († 2016)
- 7 gennaio - Chavo Classic, wrestler statunitense († 2017)
- 7 gennaio - Kalala Ntumba, calciatore della Repubblica Democratica del Congo († 2021)
- 7 gennaio - Steven Williams, attore statunitense
- 8 gennaio - Alessandro Abbondanza, allenatore di calcio e ex calciatore italiano
- 8 gennaio - Shadia Abu Ghazaleh, attivista e politica palestinese († 1968)
- 8 gennaio - Antonio Bido, regista e sceneggiatore italiano
- 8 gennaio - Tony Damascelli, giornalista italiano
- 8 gennaio - Mireille Domenech-Diana, politica francese
- 8 gennaio - Eva Longo, politica italiana
- 8 gennaio - Steve Peplow, calciatore inglese († 2021)
- 8 gennaio - John Podesta, giurista e politico statunitense
- 8 gennaio - Anne Schedeen, attrice statunitense
- 8 gennaio - Arduino Sigarini, ex calciatore italiano
- 9 gennaio - Anvita Abbi, linguista indiana
- 9 gennaio - Vincent Grass, attore belga
- 9 gennaio - Giuseppe Iamonte, mafioso italiano († 2019)
- 9 gennaio - Ilario Pegorari, sciatore alpino e allenatore di sci alpino italiano († 1982)
- 9 gennaio - Mary Roos, cantante tedesca
- 9 gennaio - Peppino Vallone, avvocato e politico italiano
- 10 gennaio - Carlos Alhinho, allenatore di calcio e calciatore portoghese († 2008)
- 10 gennaio - Walter Browne, scacchista australiano († 2015)
- 10 gennaio - Sergio Cosmai, giurista italiano († 1985)
- 10 gennaio - Giuseppe Diomelli, imprenditore italiano
- 10 gennaio - George Foreman, pugile statunitense († 2025)
- 10 gennaio - Flavio Giurato, cantautore italiano
- 10 gennaio - Jouko Grip, fondista, biatleta e atleta paralimpico finlandese
- 10 gennaio - Branko Kubala, calciatore cecoslovacco († 2018)
- 10 gennaio - James Lapine, regista, sceneggiatore e librettista statunitense
- 10 gennaio - Linda Lovelace, attrice pornografica statunitense († 2002)
- 10 gennaio - Nicola Maffei, politico italiano
- 10 gennaio - Antonio Nocera, artista, scultore e pittore italiano
- 10 gennaio - Ljubodrag Simonović, ex cestista, filosofo e scrittore jugoslavo
- 10 gennaio - Ahmad Suradji, serial killer indonesiano († 2008)
- 11 gennaio - Bogdan Borusewicz, politico polacco
- 11 gennaio - Antonio Boscacci, alpinista, arrampicatore e scrittore italiano († 2012)
- 11 gennaio - Daryl Braithwaite, cantante australiano
- 11 gennaio - Raúl Castronovo, ex calciatore argentino
- 11 gennaio - Chris Ford, cestista e allenatore di pallacanestro statunitense († 2023)
- 11 gennaio - Hyon Yong-chol, generale e politico nordcoreano († 2015)
- 11 gennaio - Paco Ignacio Taibo II, scrittore, giornalista e saggista spagnolo
- 11 gennaio - Angelo Vecchio, saggista e giornalista italiano
- 12 gennaio - Raul Águas, allenatore di calcio e ex calciatore portoghese
- 12 gennaio - Paul Barresi, ex attore pornografico statunitense
- 12 gennaio - Laura Boella, filosofa e traduttrice italiana
- 12 gennaio - Ottmar Hitzfeld, ex calciatore, allenatore di calcio e dirigente sportivo tedesco
- 12 gennaio - Hamadi Jebali, politico tunisino
- 12 gennaio - Božil Kolev, allenatore di calcio e ex calciatore bulgaro
- 12 gennaio - Don Milan, ex giocatore di football americano statunitense
- 12 gennaio - Ludovica Modugno, attrice, doppiatrice e direttrice del doppiaggio italiana († 2021)
- 12 gennaio - Haruki Murakami, scrittore e traduttore giapponese
- 12 gennaio - Wayne Wang, regista, sceneggiatore e produttore cinematografico cinese
- 13 gennaio - Ivano Bamberghi, ex pattinatore di velocità su ghiaccio italiano
- 13 gennaio - Fausto Bertoglio, ex ciclista su strada italiano
- 13 gennaio - Manuela Dviri, scrittrice e blogger italiana
- 13 gennaio - James Millns, ex danzatore su ghiaccio statunitense
- 13 gennaio - Oreste Pivetta, giornalista, scrittore e critico letterario italiano
- 13 gennaio - Birgitta Sewik, giocatrice di curling svedese
- 13 gennaio - Rakesh Sharma, ex astronauta indiano
- 14 gennaio - Oliviero Beha, giornalista, scrittore e saggista italiano († 2017)
- 14 gennaio - Mary Robison, scrittrice statunitense
- 14 gennaio - Pierluigi Consonni, calciatore italiano († 2020)
- 14 gennaio - Eugenio Driutti, medaglista italiano
- 14 gennaio - Lawrence Kasdan, regista, sceneggiatore e produttore cinematografico statunitense
- 14 gennaio - Maury Muehleisen, musicista statunitense († 1973)
- 14 gennaio - Renata Pacini, attrice e cantante italiana
- 14 gennaio - Elena Schiavo, ex calciatrice italiana
- 14 gennaio - Norman Zoia, artista, paroliere e poeta italiano
- 15 gennaio - Ahmet Ahmedani, ex calciatore albanese
- 15 gennaio - Claudio Castellacci, giornalista e scrittore italiano
- 15 gennaio - Pietro Cuzzoli, militare italiano († 1980)
- 15 gennaio - Dan Ar Braz, cantautore e chitarrista francese
- 15 gennaio - Manolo, musicista e imprenditore spagnolo († 2025)
- 15 gennaio - Viktor Petrakov, ex cestista sovietico
- 15 gennaio - Tom Prahl, allenatore di calcio svedese
- 15 gennaio - Ian Stewart, ex mezzofondista britannico
- 15 gennaio - Peter Vonhof, ex pistard tedesco
- 16 gennaio - Barbara Balzerani, terrorista e scrittrice italiana († 2024)
- 16 gennaio - Willer Bordon, politico italiano († 2015)
- 16 gennaio - Oliver Humperdink, wrestler statunitense († 2011)
- 16 gennaio - Alfred Kälin, ex fondista svizzero
- 16 gennaio - Caroline Munro, attrice e ex modella britannica
- 16 gennaio - Alfonso Pérez, ex pugile colombiano
- 16 gennaio - Snežana Zorić, ex cestista jugoslava
- 17 gennaio - Anita Borg, informatica statunitense († 2003)
- 17 gennaio - Gyude Bryant, politico liberiano († 2014)
- 17 gennaio - Guido Donati, organista e compositore italiano
- 17 gennaio - Augustin Dumay, violinista francese
- 17 gennaio - Heini Hemmi, ex sciatore alpino svizzero
- 17 gennaio - Marie-France Jean-Georges, ex sciatrice alpina francese
- 17 gennaio - Andy Kaufman, comico e attore statunitense († 1984)
- 17 gennaio - Mychajlo Marandjuk, compositore di scacchi ucraino
- 17 gennaio - Sandra Mason, magistrata e politica barbadiana
- 17 gennaio - Francesco Muzzioli, critico letterario italiano
- 17 gennaio - Dick Nanninga, calciatore olandese († 2015)
- 17 gennaio - Patrick Péra, ex pattinatore artistico su ghiaccio francese
- 17 gennaio - Paolo Scarpi, storico delle religioni italiano
- 17 gennaio - Shova del Nepal, principessa nepalese
- 17 gennaio - Mick Taylor, chitarrista britannico
- 17 gennaio - Heinz Weixelbaum, ex sciatore alpino tedesco
- 18 gennaio - Paul Donoghue, vescovo cattolico e missionario neozelandese
- 18 gennaio - Libero Mancone, mafioso italiano († 1991)
- 18 gennaio - Philippe Starck, architetto e designer francese
- 18 gennaio - Gratien Tonna, ex pugile francese
- 19 gennaio - Otello Buscherini, pilota motociclistico italiano († 1976)
- 19 gennaio - Mario Mendoza, ex calciatore argentino
- 19 gennaio - Robert Palmer, cantante britannico († 2003)
- 19 gennaio - Dennis Taylor, giocatore di snooker britannico
- 20 gennaio - Ippolita Avalli, scrittrice italiana
- 20 gennaio - Gennaro Contaldo, cuoco, conduttore televisivo e imprenditore italiano
- 20 gennaio - Giuliano Groppi, ex calciatore italiano
- 20 gennaio - Joël Hauvieux, ex ciclista su strada francese
- 20 gennaio - Tito Masi, politico sammarinese
- 20 gennaio - Bill Owens, politico statunitense
- 20 gennaio - Göran Persson, politico svedese
- 20 gennaio - Ezio Savino, scrittore, grecista e latinista italiano († 2014)
- 20 gennaio - Ivan Stojanov, calciatore bulgaro († 2017)
- 20 gennaio - Giovanni Velluti, pianista italiano
- 21 gennaio - Giora Dori, ex cestista israeliano
- 21 gennaio - Alioune Guèye, ex cestista senegalese
- 21 gennaio - Kenny McIntosh, cestista statunitense († 2009)
- 21 gennaio - Adriano Paolo Morando, ingegnere italiano († 2013)
- 21 gennaio - David Moss, compositore, cantante e percussionista statunitense
- 21 gennaio - Clifford Ray, ex cestista e allenatore di pallacanestro statunitense
- 21 gennaio - Trương Tấn Sang, politico vietnamita
- 22 gennaio - Elena Emma Cordoni, politica italiana
- 22 gennaio - Vini Lopez, batterista statunitense
- 22 gennaio - Dragan Malešević Tapi, pittore serbo († 2002)
- 22 gennaio - Phil Miller, chitarrista, compositore e produttore discografico inglese († 2017)
- 22 gennaio - Orlando Pereira, allenatore di calcio e calciatore brasiliano († 1999)
- 22 gennaio - Steve Perry, cantante, polistrumentista e compositore statunitense
- 22 gennaio - Reinhard Todt, politico austriaco († 2025)
- 22 gennaio - Otto Tschudi, ex sciatore alpino norvegese
- 23 gennaio - Robert Cabana, ex astronauta statunitense
- 23 gennaio - Silvana Casmirri, storica italiana
- 23 gennaio - Tom Forsyth, calciatore scozzese († 2020)
- 23 gennaio - Tadeusz Huciński, allenatore di pallacanestro polacco († 2021)
- 23 gennaio - Jose Romeo Orquejo Lazo, arcivescovo cattolico filippino
- 23 gennaio - Victor Poletti, attore e scrittore italiano († 2018)
- 24 gennaio - Arsen Alachverdiev, ex lottatore sovietico
- 24 gennaio - John Belushi, attore, cantante e comico statunitense († 1982)
- 24 gennaio - Francesco Bonito, politico e magistrato italiano
- 24 gennaio - Tommaso Coletti, politico italiano
- 24 gennaio - Bart Gordon, politico e avvocato statunitense
- 24 gennaio - Rihoko Yoshida, doppiatrice giapponese
- 25 gennaio - Phil Boyer, ex calciatore inglese
- 25 gennaio - John Cooper Clarke, poeta inglese
- 25 gennaio - Pietro Dalena, storico italiano
- 25 gennaio - Madeleine D'Engremont, ex cestista francese
- 25 gennaio - Heidi Eisterlehner, tennista tedesca († 2025)
- 25 gennaio - Paul Nurse, biochimico britannico
- 25 gennaio - Paolo Petraz, ex calciatore italiano
- 25 gennaio - Franca Sebastiani, cantante e scrittrice italiana († 2015)
- 26 gennaio - Massimo Bonavita, politico italiano († 2016)
- 26 gennaio - Nella Brambatti, politica italiana († 2020)
- 26 gennaio - Jonathan Carroll, scrittore statunitense
- 26 gennaio - Pat Musick, doppiatrice statunitense
- 26 gennaio - David Strathairn, attore statunitense
- 27 gennaio - Elmer Acevedo, calciatore salvadoregno († 2017)
- 27 gennaio - Montxo Armendáriz, regista e sceneggiatore spagnolo
- 27 gennaio - Antony Beaumont, musicologo, scrittore e direttore d'orchestra inglese
- 27 gennaio - Djavan, cantante, compositore e chitarrista brasiliano
- 27 gennaio - Nkosazana Dlamini-Zuma, politica e medico sudafricana
- 27 gennaio - Jack Douglas, produttore discografico statunitense
- 27 gennaio - Alessandro Lami, filologo classico e grecista italiano († 2015)
- 27 gennaio - Marilyn Musgrave, politica statunitense
- 27 gennaio - Donatella Paradisi, scrittrice e giornalista italiana
- 27 gennaio - Giuseppe Pepe, ex tiratore a volo italiano
- 27 gennaio - Zbigniew Rybczyński, regista polacco
- 27 gennaio - Per Røntved, calciatore danese († 2023)
- 27 gennaio - Ingo Sensburg, ex mezzofondista e maratoneta tedesco
- 27 gennaio - Galina Stepanskaja, ex pattinatrice di velocità su ghiaccio sovietica
- 28 gennaio - Ibrahim bin Abd al-Aziz Al-Assaf, economista, politico e scrittore saudita
- 28 gennaio - Lesburn Brown, crickettista e calciatore giamaicano († 2018)
- 28 gennaio - Mickey Cave, calciatore inglese († 1984)
- 28 gennaio - Jack Egers, hockeista su ghiaccio canadese († 2021)
- 28 gennaio - Stefano Giovanardi, critico letterario italiano († 2012)
- 28 gennaio - Masachika Ichimura, attore e doppiatore giapponese
- 28 gennaio - Todd Klein, grafico statunitense
- 28 gennaio - Leonid Litvinenko, ex multiplista sovietico
- 28 gennaio - Kal P. Dal, cantante svedese († 1985)
- 28 gennaio - Mike Moore, politico neozelandese († 2020)
- 28 gennaio - Gregg Popovich, dirigente sportivo statunitense
- 28 gennaio - Angelo Rimbano, calciatore italiano († 2022)
- 29 gennaio - Francisco Casamayor, sollevatore cubano († 2005)
- 29 gennaio - José Ignacio Churruca, ex calciatore spagnolo
- 29 gennaio - Bernie Fagan, allenatore di calcio e calciatore inglese († 2023)
- 29 gennaio - Adam Gardzina, ex cestista polacco
- 29 gennaio - Evgenij Lovčev, ex calciatore e allenatore di calcio a 5 sovietico
- 29 gennaio - Tommi Salmelainen, ex hockeista su ghiaccio finlandese
- 29 gennaio - Lori Sandri, allenatore di calcio e calciatore brasiliano († 2014)
- 29 gennaio - Domenico Ventura, allenatore di calcio e ex calciatore italiano
- 30 gennaio - Peter Agre, biologo statunitense
- 30 gennaio - Marino Bartoletti, giornalista, conduttore televisivo e autore televisivo italiano
- 30 gennaio - Giovanni Carnicella, politico italiano († 1992)
- 30 gennaio - Francisco Jesuíno Avanzi, calciatore e allenatore di calcio brasiliano († 2008)
- 30 gennaio - Viktor Kratasjuk, canoista sovietico († 2003)
- 30 gennaio - Michele Moro, ex calciatore italiano
- 30 gennaio - Andrew Pattison, ex tennista zimbabwese
- 30 gennaio - Jaak Salumets, ex cestista e allenatore di pallacanestro sovietico
- 30 gennaio - Augusto Scala, ex calciatore italiano
- 31 gennaio - Robert Berdella, serial killer statunitense († 1992)
- 31 gennaio - Roberto Bernardelli, politico italiano
- 31 gennaio - Fabio Bonci, ex calciatore e dirigente sportivo italiano
- 31 gennaio - Rossano Caddeo, politico italiano
- 31 gennaio - Juan Francisco Escobar, arbitro di calcio paraguaiano
- 31 gennaio - Hiro Fujikake, compositore giapponese
- 31 gennaio - Gene Geimer, allenatore di calcio e ex calciatore statunitense
- 31 gennaio - Rubén Pagnanini, ex calciatore argentino
- 31 gennaio - Franco Persiani, ingegnere italiano († 2015)
- 31 gennaio - Ken Wilber, saggista e filosofo statunitense